# Пйотр Кміта (краківський воєвода)
Пйотр Кміта гербу Шренява (пол. Piotr Kmita, 1348 — 1409) — польський шляхтич, військовик, урядник діяч Королівства Ягеллонів. Вірний прихильник династії Анжу (Андегавенів).

## Життєпис
Народився 1348 року. Батько — Ян (Ясько) Кміта (бл.1340 — 7 грудня 1376), львівський (генеральний руський, зокрема, згаданий на цьому уряді 12 листопада 1371), сєрадзький, краківський староста, загинув під час сутички між придворними маршалка Королівства Польського та угорськими вояками королеви під Вавельським замком. Матір — Катажина (померла після 1376). Дід — Ясєк (Ясько) Кміта з Вісьніча і Дам'яніце (помер після 1364 p.).
1384 року під час з'їзду в Радомську належав до тієї групи шляхти, яка зобов'язалася стерегти кордони Королівства до прибуття королівни та уклала союз із князем Владиславом Опольським.
Через кілька років після 5 березня 1397 року мав феодальну суперечку за поселення Сколе і навколишні багаті ліси з польським магнатом, краківським воєводою Яном з Тарнова (Тарновським), переможцем з якої вийшов останній з них.
Уряди (посади): люблінський (пол. lubelski) каштелян (з 1385 р.), сандомирський (з 1401 р.) і краківський воєвода (у 1406 р.); староста сяноцький, сєрадзький, ленчицький (отримав, незважаючи на молодий вік, від королеви Ельжбети). У 1389 році отримав від короля Ягайла Дубецько з прилеглими селами. Ці маєтки стали невдовзі центром латифундії Кмітів.
Помер 1409 року.

### Сім'я
Був одружений з Ганкою (померла після 1409 року), діти:
- Пйотр «Люнак» з Собєня — сандомирський підчаший
- Миколай з Вісьніча, Собєня, Дубецька — перемиський каштелян.[6]